# 란타나속
란타나속(학명: Lantana) 식물은 열대 아메리카가 원산지이며 1909년에 1926년도에 한국에 처음 들어와 온실에서 키워지고 있다.

## 특징
높이는 0.3~3m 정도 자라는 소관목이다. 잎은 2.5~3cm 정도 자라는데, 달걀 모양 또는 타원형이고 끝이 뾰족하고 마주나며 잎자루가 있다. 잎 가장자리에는 거치(鋸齒)가 있고 두껍고 주름이 있다. 잎 뒷면에는 회백색 털이 빽빽히 나있다. 꽃은 여름에 난 긴 꽃줄기 끝에 두상꽃차례를 이루며 꽃의 지름은 3~4cm이고 흰색, 분홍색, 주황색, 적색 등 다양하게 빽빽이 달린다. 꽃의 색은 시간이 지나면서 변하기 때문에 칠변화(七變花)라는 이름이 있다. 매우 독성이 높은 식물로, 열매는 검은색으로 독이 있어 삼켰을 경우 치명적이다. 위와 장계통의 문제를 일으켜 순환기 계통의 붕괴와 죽음에 이르기도 한다.

## 용도
잎에는 키니네 (quinine)과 같은 경련성 성분 란탄닌(lantanine)을 가지고 있으며, 기관지 질환, 눈병, 해열에 쓰인다. 다양한 꽃색과 오래가기 때문에 정원수나 분화용으로 많이 이용되고 있다.

## 어원
속명의 Lantana는 (라틴어: lentara) ‘만곡하다’ 또는 ‘맺다’는 뜻을 가지고 있으며 옛 식물명인 유럽산 Viburnum lantana의 화서(花序)와 비슷하게 유래 되었다.

## 재배 방법
온실에서 키울 수 있으며 햇빛을 필요하는 양지식물이기 때문에 화분을 햇빛이 잘드는 곳에 놓는다. 10월 정도 까지는 실외에서 길러도 되며 월동온도는 5도 이상이 되어야 한다. 양지식물로 물은 화분의 흙이 마르면 준다.